# ギリシャ軍事政権

ギリシャ王国
Βασίλειον τῆς Ἑλλάδος (ギリシャ語)

国の標語: Ελευθερία ή θάνατος（ギリシア語）
自由か死か国歌: Ὕμνος πρὸς τὴν Ἐλευθερίαν（ギリシア語）
自由への賛歌
ギリシャ王国の地図（1973年）

1. 

ギリシャ軍事政権（ギリシャぐんじせいけん、ギリシア語: Χούντα των Συνταγματαρχών）は、1967年から1974年まで存在したギリシャにおける軍事独裁政権のことである。1967年4月21日、ギリシャ軍の将校が蜂起して政権を掌握した時に始まり、1974年7月24日、亡命していたコンスタンディノス・カラマンリスが帰国して新政権を樹立し終焉を迎えた。

## 歴史

### 背景
1958年のギリシャ国会総選挙において、共産党（1946年に非合法化された）が支持する民主左翼連合が第二党に躍り出た。この結果には与党である国民急進党、これまで第二党を担ってきた中道諸政党も驚かざるを得なかった。そのため1961年10月に行われた総選挙では左翼が躍進することにより共産主義勢力の復活を恐れた右派勢力により、ありとあらゆる選挙妨害が行われ、悪名高い『暴力と欺瞞の選挙』と化したが、これは冷戦構造の中、周りを共産主義国家に囲まれており、アメリカの地中海戦略の一端を担う国であることが原因であった。
しかし、このような選挙妨害にも拘らず、中道諸政党が合流した中央同盟は33%の得票を得、政権交代が可能な第二党と化した。このため、中央同盟党首ゲオルギオス・パパンドレウは民主的な再選挙を要求して『不屈の闘争』を宣言。中央同盟と民主左翼連合は選挙が不正であったとして街頭でデモを行ったが、これを主導していた左翼の国会議員グリゴリス・ランブラキスが暗殺されたため、それまでの国民急進党政権は方向性を見失った上にコンスタンディノス・カラマンリス首相と親ナチス的で評判の悪かったフリデリキ王妃との確執も表面化するなど、ギリシャ政局は一気に不安定に陥った。全国規模に広がった民主化要求のために1963年11月、再選挙が行われたが、穏健な改革政策を唱える中央同盟はギリシャ王室とアメリカの支持を得た上で世論の支持を集めて勝利を収め、左派の協力を得た上でパパンドレウが組閣し、カラマンリスは国民急進党党首を辞すると共にフランスへ出国した。翌1964年2月には再々選挙が行われ、中央同盟は絶対多数の議席を得て中道単独の政権が樹立された。
パパンドレウは政権掌握後、国民的和解を挙げて内戦時代から収容されていた政治犯の釈放や東側諸国との関係改善を進めた。しかし、こうした動きに対してギリシャを地中海東部における共産主義の防波堤と考えていたアメリカやギリシャ軍部の右派勢力は苛立ちを隠せず、さらにキプロス問題が常にパパンドレウ政権の背後に忍び寄っていた。そのため、軍部内の右派は中央情報局（CIA）と協力して『アスピダ（楯）事件』を捏造、パパンドレウの息子アンドレアスがそのリーダーであるとして中傷作戦を開始した。しかし、アンドレアスは当時、不逮捕・不起訴特権のある国会議員であったため、『アピスダ事件』の容疑者として捕らえることはできなかった。

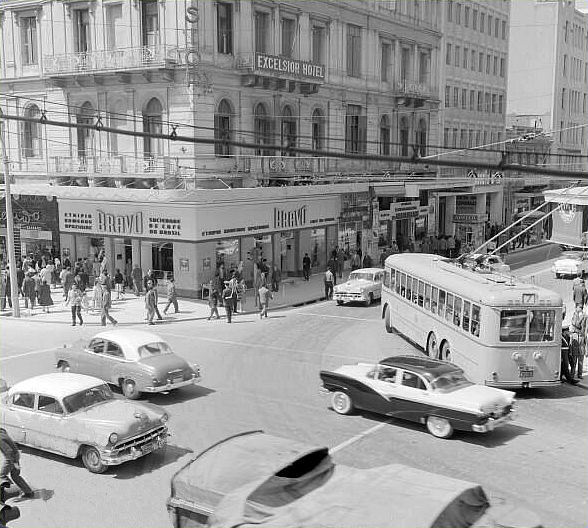
アテネ、1960年代

こうしたことから、パパンドレウは軍の粛清を企図しガルファリス国防相や参謀長の更迭を国王コンスタンティノス2世に上奏したが、国王はこれを拒否した。パパンドレウ政権発足の暫く後、パウロス1世の崩御で新たに国王となったコンスタンティノス2世とパパンドレウは関係があまり好くなかったが、この事で対立が決定的となり1965年7月にパパンドレウはコンスタンディノス2世に辞表を呈上、国王に譲歩ないし議会解散を迫る政治的賭けであったが、逆に彼の辞職が国王に利用され、中央同盟所属ながら王党派の国会議長ゲオルギオス・アタナシアディス＝ノヴァスを一本釣りする形で首相に任命した。しかしこれは逆に中央同盟主流の態度を硬化させ、アタナシアディス＝ノヴァス内閣は国会の信任が得られぬまま退陣に追い込まれる。次いでパパンドレウ政権の内相だったイリアス・ツィリモコスに国王は組閣を命じたものの、ツィリモコス内閣もわずか1ヶ月弱で国会から不信任を受けて辞職するなど危機は収まらず、 ギリシャ国民は「『アスピダ事件』は軍による政治介入である」として「70日間運動」を展開、各地でデモを行なった。
同年9月、パパンドレウ政権の副大臣を務めていたステファノス・ステファノプロスが、ツィリモコスやノヴァスなどの中央同盟離脱派、カラマンリスの出国後パナギオテイス・カネロプロス元国防相が率いていた国民急進党の支援を受けた上で組閣した。これに猛反発したパパンドレウは集会で即時の議会解散と総選挙を要求、左翼の中には君主制の廃止や革命を訴える者までも出始めた。このため1965年9月、国会で内閣信任投票が行なわれたが、辛くもステファノプロスは勝利を収める事ができた。しかしステファノプロス政権下のギリシャはストライキが相次いだりして海外の投資家が資本を引き揚げるなど、1年半続いたといえどもこれ以上の長期政権はもはや期待できない状態であった。1966年4月には外相として入閣していたツィリモコスが辞任。1966年末には国民急進党も内閣への支持を取り下げた。そのため、左翼、右翼両方からの支持を失ったステファノプロス政権は総辞職に追い込まれた。
ステファノプロスの後任には、1964年の最初の4ヶ月間（第2次と第3次のパパンドレウ政権の間）首相の職にあったイオアニス・パラスケヴォプロスが命じられたが、『アピスダ事件』に関連してパパンドレウが国会議員の不逮捕不起訴特権を選挙期間中に延長する事を提案。これをカネロプロスが拒否したため、主要政党らの関係が悪化し、第2次パラスケヴォプロス政権も総辞職した。
コンスタンティノス2世は（中央同盟からの相次ぐ王党派の離党で第一党となった）国民急進党のカネロプロスに新たな内閣の組閣を命じたが、カネロプロスは国会の信任を得る事ができないとしてコンスタンディノス2世に国会を解散をするよう上奏、コンスタンティノス2世はこの上奏を裁下した。これを受け、カネロプロスとパパンドレウの間で会談が持たれ、1967年5月28日に総選挙を行うことが決まり、カネロプロス率いる選挙管理内閣が組閣された。そして、総選挙で中央同盟が勝利することは確実な状況であった 。

### クーデター
国王コンスタンティノス2世がカネロプロスに1967年5月に行われる選挙の監督を委ねた数日後の4月21日、軍の中堅将校であるスティリアノス・パッタコス准将を指導者として、ゲオルギオス・パパドプロス大佐、ニコラオス・マカレゾス大佐らによってクーデターが勃発した。『1967年4月21日革命』と自称するクーデターにおいて、あらゆる政治家や軍首脳、更にはコンスタンティノス2世に至るまで完全に隙を突かれた状態であり、全く対応できなかった。そしてコンスタンティノス2世は文民が閣僚に含まれることを条件に軍事臨時政府を不承ながら認め、首相には元検事総長コンスタンディノス・コリアスが就任、さらにアメリカもこの政府を事実上、承認した。
クーデターの首謀者はありもしない共産主義者による政権奪取が間近に迫っていたためとして行動の正当化を行ったが、その実、彼らはアンドレアス・パパンドレウ率いる中央同盟が政権に復帰して自らが追放されることを恐れたための行動であり、自分たちに都合の良い政府を作ることが目的であった。そのため、彼らは政治家たちから協力を得ることができず、閣僚の多くを官僚や民間人の専門家から起用する結果となった。しかし、彼らは共産主義者と目された者は事実であろうがどうであろうが関係なく全て追放し多くの政治家や反対派らが追放、投獄、軟禁状態に置かれた。彼らが恐れたアンドレアス・パパンドレウはアメリカの強い圧力を受けたため国外退去させ、父親のゲオルギオス・パパンドレウは1968年に死去するまで自宅軟禁された。
クーデターでパパンドレウの政治的実権を奪うことに成功はしたものの、内閣の実権を握っていたのは官房長官として入閣していたパパドプロスであり彼の署名を得られないと政策の一つも実行できなかった。こうした実態に不満を抱いていたコンスタンティノス2世は、1967年12月13日に軍の一部と組んで首相コリアスの支持を得た上で逆クーデターを仕掛けるためにギリシャ北部のテッサロニキで王室支持派を集めようとした。しかし、陸軍が軍事政権への忠誠を誓っていたため失敗に終わり、コンスタンティノス2世は家族とコリアスらとともにローマへ亡命した。こうして1864年以来続いた『王冠を戴いた民主主義』は終焉を迎える事となった。

### 軍事独裁の成立
国王コンスタンティノス2世による逆クーデターが失敗に終わると、クーデターの首謀者たちは文民政府を装っていた仮面を捨て去り、コリアス政権の国防次官だったゲオルギオス・ゾイタキス中将を長とする摂政団を組織、パパドプロス大佐自らが首相に就任し同時に外務・国防・教育大臣を兼務、政策関連のポストを牛耳り摂政団にも影響力を及ぼした。そして1968年9月19日により独裁的な新憲法へ改正し11月15日に形式的な国民投票を通過させた。しかしパパドプロス政権への国民の支持は低く、幾つかの反政府活動や暗殺の企てもあったものの、パパドプロスが国内外の投資家らに気前良く応じ経済成長が続いたため、これらの活動も組織化されることはなかった。そして軍事治安警察（ESA）が活動を行い、反政府活動で捕らえられた者らには厳しい処遇が待っていた。
非民主的行動を取るパパドプロスらに対して海外でも非難は起こりはしたが、具体的行動に出ることは無く、また、国民らはこのクーデターを後ろで操ったのがアメリカであると堅く信じていた。そして、アメリカのニクソン政権は自らに従順な政府と見做し、1968年1月にこれを正式に承認、政府へのあらゆる部分での支援を行い、イスラエル防衛の要として武器援助も行った。

#### 政策
軍事政権が権力を握ったとき、その指導者らは政治的経験がほとんどなかった。しかし、彼らは彼らなりの民主主義を回復するためにクーデターを行なったと宣言していたが、その行動には自信に欠けるように見えることもあった。
軍事政権は価格凍結令、年金の増額、土地の再分配、政府への苦情を2日以内で処理する事など国民の人気を得る政策を取る一方で労働組合による集会の禁止、5人以上が集まって集会を行なうことの禁止、新聞の検閲と政府発表をそのまま公表することなど締め付けが始まった。さらに共産主義者らは軍事治安警察により逮捕され、アテネとテッサロニキには軍事法廷が設置された。
軍事政権自体は立憲的な政治を望んでおり、人身保護に関する憲法の条項を復活させた。さらにフランスのド・ゴールに習って新たな憲法を制定させるための委員会も設置しており、行政府と立法府の分離が図られていたものの、議会は開かれず無期限停会の状態に陥っていた。
さらに軍事政権は自らを道徳とキリスト教の信託管理者であるとして、アテネ大主教のクリソストモス2世を解任し最高宗教会議を解散、軍事政権が新たに自らに都合の良い人々を任命した。少年の長髪や少女のミニスカートも不道徳とされ、教会へ通う事が義務付けられた。さらに女優メリナ・メルクーリは政府への批判を行なったとしてその市民権を剥奪、作曲家で左翼政治家であったミキス・テオドラキスの歌は禁止され、ギリシャ古典演劇までも検閲が行なわれた。
1967年以降はパパドプロスが権力を握ったことにより民主主義を復活させるための行動を取る人々らは捕らえられ、裁判無しに拘置された。そのため、公務員は政府への忠誠宣言に署名することが強制され、体制に批判的な上級将校らも次々に退役させられた。しかし、カネロプロスはアテネで、亡命したカラマンリスはパリで軍事政権の弾劾を行なった。
1968年11月15日に新憲法が制定されたが、これはパパドプロスらによって国民の人気を得るために設置された憲法制定委員会が結局、排除された上で制定されたものであった。新憲法では共和体制を目指すことが記載されていたが、国王が亡命した際に発効された多くの緊急処置を合法化することに力が注がれており、国王の権限も以前の憲法と比べ、著しく制限された。憲法上では摂政が国王の権限を執行することになっていたが、権力は首相に集中しており、パパドプロスが支配を確立させるのに役立つものとなった。
さらに新憲法には個人の保障が明記されていたが、「集会の自由」、「政党の結成」、「亡命の自由」に関する条文は全て停止され、令状が無い逮捕も認められた。パパドプロスはこの処置を戒厳令下の一時的な措置でしかなく、ギリシャの再教育が終わり、民主主義が回復されるべき時期が来たときには復活すると約束していた。
軍部においては軍事政権へ疑わしい態度を取る将校に対しては徹底的に追放されたが、政権に忠誠を誓った将校らは特権を得る事になった。そのため、ギリシャではクーデター以来、戒厳令が布かれていたが軍は政治的支配の外に置かれる事になった。
1969年に報道の検閲は停止され新たな報道規制が布告され、労働組合は数は制限されたもののストライキの権利が認められることが布告された。しかし、これらは全く守られることなく、時には恣意的に歪められた。新憲法では議会が開かれることになっていたが、一度も選挙・開会が行われることが無いまま1970年にパパドプロスの絶対的支配下で「諮問会議」が設置された。
さらに1969年には司法界においてパパドプロスがある裁判に関して有罪判決を下す事を要求したがこれに反した判決を行なったとして21人の高等判事や検察官が更迭された。最高裁判所は彼らを復権させたが、パパドプロスは最高裁判所所長を解任、自らの思い通りになる人物を任命した。
その2年後、アテネ、ピレウス、テッサロニキを除いた地域は戒厳令が解除され「危険な共産主義者」50人を除いた政治犯が釈放された。しかし、抑圧は続き、通常は裁判で有罪できないケースでも行政上の追放などを駆使して弾圧された。そのため、これに反感を持った人々が反政府組織に参加、反政府組織の勢力が増す事となった。

##### パパドプロスの台頭
パパドプロスは、1971年8月に18省を13省に改編し政府の分権化を図ったが、パッタコスが内務大臣から第一副首相にマカレゾスは経済大臣から第二副首相に名誉職へ棚上げする格好でクーデターに参加した同僚将校を権力から追った。他の閣僚も全て辞任・交代させられ、自らの競争相手を閣外へと追うことに成功した。
1972年、摂政のゾイタキスはパパドプロスの私的な権力掌握への動きを問い質す挙に出たものの、逆にゾイタキスは摂政を解任されるばかりか軍からも退官させられパパドプロス自らが摂政職を兼任。既にパパドプロスは首相に外相・国防相・教育相をも兼任していたことから、ここに独裁的権力の掌握を成し遂げた。そのため、町のあらゆる公共の場にパパドプロスの肖像が描かれ、彼の著作集は学校教育に於いて必須の扱いとなった。

#### 抵抗運動
軍部とESAの活動のため、国民らは沈黙するしか手段はなかった。しかし、ゲオルギオス・パパンドレウ、パナイオティス・カネロプロスらは公然と軍事政権を批判したため、自宅軟禁状態に置かれた。1968年11月1日、パパンドレウが自宅軟禁のまま死去するとアテネの人々はデモを開催し、カネロプロスは演説を行った。1969年になるとカネロプロスはパパンドレウの後任の中央同盟党首イオルギオス・マブロスと協定を結び、民主主義復活を求めることを約束した。
海外ではパリへ亡命したカラマンリスやゲオルギオス・パパンドレウの息子、アンドレアス・パパンドレウや共産主義者のブリラキスらが軍事独裁政権を批判したが、彼らは協調することは消極的であった。
軍事政権がクーデターの際の理由の一つであった共産党も一枚岩ではなかった。共産党は国内派と国外派に分裂しており、さらにその中でも細分化されていたため、共産党員の中には軍事政権のために活動したものも居た。そのため、軍事政権に対して強く反発しているのは王党派である右派や共産党の左派ではなく、中道左派や中道右派らであった。そしてパパドプロス暗殺を試みた者の中で最も真剣に取り組んだ者としてアレクサンドロス・パナグリス中尉が上げられるが、彼はどこの政党にも属していなかった。
1971年9月、ペニシリン発見者アレクサンダー・フレミングの妻でギリシャ人のアマリア・フレミングがパナグリス中尉の脱獄に手を貸そうとしたためにこれを逮捕、16ヶ月の禁錮を宣告した後、イギリスへ追放した。さらには1972年4月にはギリシャ学界における抵抗運動指導者ゲオルギオス・マンガキス教授も逮捕されたが、彼はドイツの大学に籍を置いていた故に西ドイツからの圧力を受けて解放したが、西ドイツ駐ギリシャ大使が「ペルソナ・ノン・グラータ」と宣告され召還・交代する事態にまでなった。

#### 国際社会の反応

##### ヨーロッパ

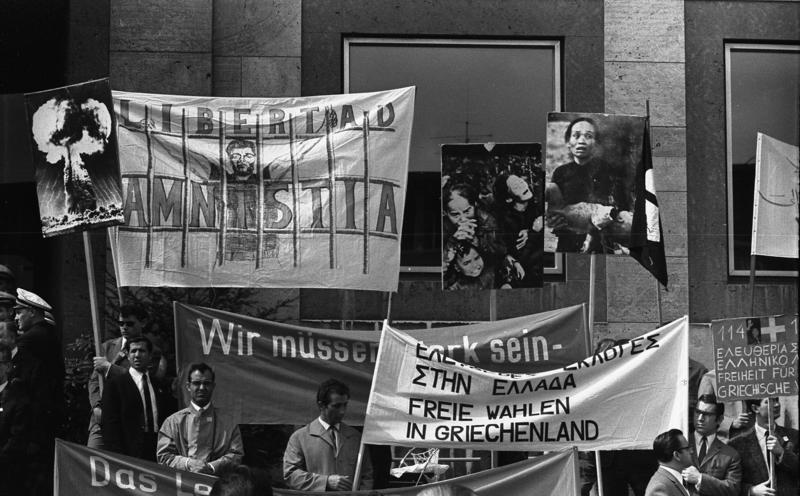
1967年5月1日、西ドイツ（当時）、シュトゥットガルトで行われた軍事政権への抗議集会

国際社会においてソ連、アメリカ両国は軍事政権を排除することを強く求める事も無く、ヨーロッパ諸国も極普通の行為であるとする傾向を示していた。当初、実質的に軍事政権の批判を行なったのはスカンジナビア諸国、オランダ、ユーゴスラビアに過ぎなかった。
しかし1968年、ギリシャ軍事政府が政敵に対して組織的拷問を行なっているとして告発を行なうようスカンジナビア諸国が欧州人権委員会へ圧力をかけるとイタリア人委員長の下で調査が行なわれた。これに対してギリシャは調査妨害を行なったが、組織的拷問を行なっていることが明らかにされた。
1969年になると欧州議会においてさらなる調査が行なわれ、「非民主的な自由の無い圧政的独裁主義である」と報告された。この調査を受けて欧州会議では比較的穏健派であったイギリスを含めた各国がギリシャの除名を支持した。しかし、北大西洋条約機構（NATO）における重要地域であるギリシャは比較的寛大に扱われイギリス歴代外務大臣らを含めた各国首脳らは、ギリシャの体制が変わることを望むと宣言はしたが、結局、ギリシャへの内政干渉は行なわなかった。
結局、軍事政府は欧州経済共同体（EEC）、欧州議会、人権委員会などから強い反感を受けていたが、欧州諸国との関係を大きく損なうことはなかった。

##### アメリカ
アメリカは、当初は正式な承認こそ行なわなかったが、1970年には新大使を赴任させて積極支持に回った。特にスエズ運河の閉鎖に至った第三次中東戦争以降、それは著しくなっていた。アメリカとソ連の間で冷戦が行なわれている現状、地中海東部における覇権争いを行なわなければならない中、親ソ的なエジプトの存在やそれに対立するイスラエルの存在からアメリカにとって地中海東部をおさえるため、そしてイスラエル防衛の基地としてギリシャがNATOに留まることは重要なことであった。そしてムアンマル・アル＝カッザーフィーがリビアでクーデターを起こして反アメリカ的な体制を築き上げると、その傾向はさらに激しくなった。
1971年、アメリカ議会下院はギリシャへの軍事物資の供給の停止を可決したが、当時アメリカのリチャード・ニクソン大統領はアメリカの利益にならないとしてこれを拒否、それどころかギリシャ系であるスピロ・アグニュー副大統領にアテネを公式訪問させた。1972年9月には、地中海を担当するアメリカ海軍第6艦隊がピレウス港で母港並みの待遇を受けるとする協定が結ばれた事により、アメリカ、ギリシャ関係は最高潮に達した。

##### その他の国々
西欧諸国を中心に批判に晒されていた軍事政権はソビエト連邦など東側諸国との関係改善に乗り出し、1970年にはソ連を始めブルガリア、ルーマニア、アルバニアとの通商協定にそれぞれ調印、1971年にはアルバニア、1972年には中華人民共和国との外交関係樹立に成功した。さらにはエチオピア、リビア、キンシャサ＝コンゴ、中央アフリカ共和国との公式訪問も行なった。
1972年にはキプロスのマカリオス大主教（大統領）がチェコスロバキアより武器を輸入し、これには軍事政権も当初黙認の姿勢だったが軍事的脅威として圧力をかけ国連平和維持軍へ引き渡される結果となった。これはマカリオスの反感を招く事になった上にパパドプロスの稚拙極まりない外交は諸外国の反発をさらに増加させたに過ぎなかった。

### 経済分野
軍事政権はギリシャ国内の工業化に着手し、1970年から73年にかけては実質経済成長率3%を達成、ギリシャは高度成長を成し遂げることとなり、1971年以降の観光ブームによってギリシャは著しく経済発展を遂げた。しかし、これは1955年から1963年までカラマンリス内閣下で行なわれた措置の賜物であった。
その反面、激しいインフレに悩まされており、1972年にはヨーロッパ諸国の中で最もインフレが激しい国と化し1973年には30%にまで達していた。軍事政府は海外からの投資に対しては積極的な対応を行なっていたが、政府内の腐敗により取り消されることもあった。

### 崩壊と民主化

大統領旗に描かれた不死鳥

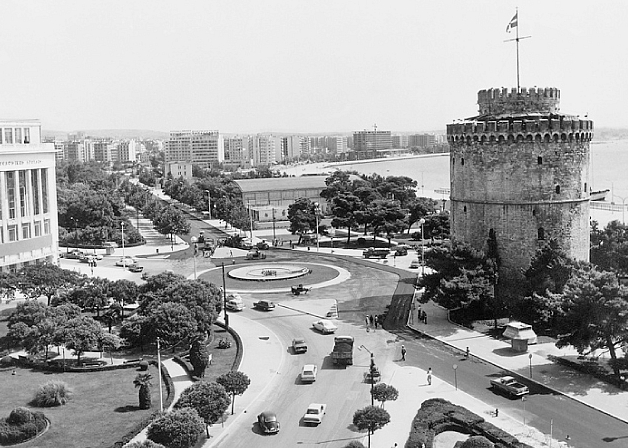
テッサロニキ、1970年代

1973年、オイルショックが始まるとギリシャはその影響で2%のマイナス成長に転落、インフレ率が上昇、3月アテネ大学では学生が蜂起し、法学部を占拠した。さらに5月、海軍が蜂起、これは失敗に終わり、駆逐艦ヴェロス (en) がイタリアへ脱出した。パパドプロスは海軍の蜂起に国王コンスタンディノス2世が関わったとして非難、1973年7月29日、国王の廃位と『大統領制議会制度共和国』の宣言を行った上で国民投票を行い、唯一の立候補者だったパパドプロスは大統領に選出された。国章には軍事政権が象徴としていた不死鳥が描かれ、首相にはスピリドン・マルケジニスが就任したが、パパドプロスが全権を掌握する状況に変化は無かった。こうして形ながら民政移管の体裁を取った上で起死回生を狙って全国の戒厳令を一時停止、大規模な恩赦を行なった上で1974年に選挙を行う事をパパドプロスは公約した。
これに対して11月、学生らが大規模なデモを起こし、アテネ工科大学を占拠、さらに市民までもが参加したが、これは陸軍は戦車を投入してアテネ工科大学へ突入して鎮圧、700名が逮捕され、負傷者数百名、死者80名がでる流血の惨事になった。
この事件はギリシャ軍高級将校らの反発を招くこととなった。こと形式的な民主化に反対し軍事政権の継続を望んだ、軍事治安警察長官ディミトリオス・イオアニディス准将など一部の将校はパパドプロス打倒を決意し、11月25日にクーデターを起こしパパドプロスを拘束・大統領職から追放した。後任の大統領にはフェドン・キジキス中将が、首相にはアダマンティオス・アンドルツォプロスがそれぞれ就任したものの、彼らはイオアニディスの傀儡でしかなかった。
イオアニディスはギリシャ全土への戒厳令を復活させ反対派への抑圧が再び強まる事となった。しかし、それまでイスラエルとアラブ諸国の間で戦争が行なわれていたためにギリシャの体制が維持されることを望むアメリカの意向で国内的には小康状態であったが、1974年3月、イギリスで労働党による内閣が発足するとギリシャの軍事政権に対する批判が開始された。
一方、ギリシャとトルコは、1964年に発生したキプロス紛争以来関係が悪化していたところ何とか小康状態に落ち着いていた。しかし1973年、10月、トラキア西部において少数民族と化していたムスリム問題と11月、ギリシャが石油を探査していたエーゲ海東部の大陸棚に対してトルコ政府がトルコ石油公社へ石油採掘権を付与したことで悪化し始めた。さらに1974年1月にタソス島沖合いで石油、天然ガスが発見されたことでこれは一気に外交問題と発展、軍事衝突の危機にまで発展したが、これはNATOの仲裁により軍事衝突の危機は避けられた 。
イオアニディスはこれに対し、キプロスを威嚇した。キプロスはこの威嚇に抗議したが、イオアニディスはキプロスのギリシア系民兵であるEOKAを支援し、クーデターによってマカリオス政権を打倒させた。マカリオスはすんでのところで命拾いはしたものの亡命し、キプロスで1960年に制定された憲法で否定されていたエノシス（全キプロスのギリシャへの統合）が行われる可能性を恐れたトルコは、7月20日にトルコ系住民保護を名目にキプロスへ侵攻、北キプロス・トルコ共和国の樹立を後押しした。
ギリシャもこれに対応して動員を行い、両国はいつ戦火を交えてもおかしくない状態と化したが、実際に戦闘を行う筈の海軍と空軍が攻撃命令を拒否した上にアメリカ政府も見放し国際社会にも同調する国はなかった。そのため、イオアニディスが統制していた陸軍と軍事治安警察は孤立する格好となり、ギジキス大統領と軍首脳、さらにステファノプロスやカネロプロス、マルケジニスなど首相経験者や諸政党の首脳とで会合した結果、カラマンリス元首相を復帰させて民主化と民政移管が決定した。1974年7月24日午前4時、亡命していたフランスから11年振りにギリシャへ帰国したカラマンリスは満場を埋め尽くした歓喜の声が響く中、首相就任の宣誓を行った 。
そして、1974年12月、君主制の可否を問う国民投票が行われ、国民の7割が君主制の拒否を示し、ギリシャ王国は事実上、消滅することとなり、ギリシャ共和国（ギリシャ第三共和政）が成立することとなった。この民政移管をギリシャでは「メタポリテフシ（ギリシア語: Μεταπολίτευση）」と呼ぶ。

## 裁判
1975年1月、軍事政権を担っていた人々は逮捕され、さらに臨時政府関係者は全て追放された。8月初旬、カラマンリスの政府はゲオルギオス・パパドプロスと共謀加担者19名を独裁政権の樹立、反体制派として逮捕した者への虐殺と拷問、1973年11月のアテネ工科大学を占拠した学生への残虐行為で告発した。大規模な裁判がコリダロスの刑務所で行われたが、これは『ギリシャのニュルンベルク裁判』と呼ばれ、テレビ中継はギリシャ国民らに大きなショックを与えた。軽機関銃で武装された兵士1,000名がこの裁判の警備を行い、さらに刑務所に通じる道は戦車が巡回を行った。パパドプロス、パッタコス、マカレゾフらは死刑を宣告され、イオアニディスは終身刑を7回宣告された。しかし、後に全員が終身刑に減刑されたが、これは過去の経験が導きだしたものであった。さらに1990年、コンスタンディノス・ミツォタキス内閣により、軍事政権の関係者に恩赦を与えることが提案されたが、保守派、社会主義者、共産主義者からの抗議があったため、取り消された。パパドプロスはコリダロス刑務所から病院に移された後の1990年に死去し、長期に渡って収容されていたイオアニディスも2010年8月16日に刑務所から移された病院で死去した。